# Coevering
De Coevering is een wijk in Geldrop in de gemeente Geldrop-Mierlo.

## Geschiedenis
De plannen voor de wijk werden in 1968 ontvouwd. De wijk, aan de zuidoostrand van Geldrop, voorzag in 3244 woningen, waar omstreeks 1970 een 13.000-tal mensen zouden wonen. Oorspronkelijk dacht men vooral aan hoogbouw. Uiteindelijk zijn drie hoogbouwflats aan de bosrand gebouwd en voor het overige bestaat uit rijtjeshuizen, twee-onder-een-kap woningen en vrijstaande woningen.
In 1973 kwam een winkelcentrum gereed, De Coevering genaamd. Ook werd in hetzelfde jaar een rooms-katholiek kerkgebouw ingewijd, de Petrus en Pauluskerk, die in 2002 weer onttrokken werd aan de eredienst en sinds 2006 in gebruik is als wijkcentrum.
Dit wijkcentrum, "De Dreef" genaamd, bestond reeds sinds 1970 en was oorspronkelijk in een noodgebouw gevestigd, dat ooit een kantine van Philips was geweest. Daarna was er sprake van diverse andere onderkomens, totdat het in 2005 de beschikking over het leegstaande kerkgebouw kreeg.
Bij de weg, die via een brug over de Kleine Dommel toegang geeft tot de wijk, bevindt zich een markant beeld van de Vier Heemskinderen op het Ros Beiaard, dat in 1976 werd geplaatst. Het symboliseert de band met de Vlaamse stad Dendermonde, is geheel van brons en is 2,5 meter hoog, en geplaatst op een sokkel die 3,5 meter hoog is.

## Straatnamen
De meeste straten zijn genoemd naar ontdekkingsreizigers. Drie van de vier straten rond de belangrijkste toegangsweg, de Laan der Vier Heemskinderen zijn naar deze heemskinderen genoemd: Ritsaartlaan, Adelaartlaan en Reinoutlaan. Ter vervanging van Writsaart zijn twee ridders toegevoegd: Roelantlaan en Waleweinlaan.